# کیم میونگ-هیوک
کیم میونگ-هیوک (انگلیسی: Kim Myong-hyok؛ زادهٔ ۳ دسامبر ۱۹۹۰) وزنه‌بردار اهل کره شمالی است.
وی در مسابقات کشوری و بین‌المللی در مجموع برندهٔ ۱ مدال طلا، ۱ مدال نقره، ۲ مدال برنز شده‌است.